# Бент Флајвбјерг
Бент Флајвбјерг (1952–) је дански економски географ. Он је професор за управљање великим програмима у Школи бизниса Саид на универзитету у Оксфорду и први директор универзитетског БТ Центра за управљање великим програмима. Он је раније био професор планирања на универзитету Аалборг у Данској и предсједавајући за политику и планирање инфраструктуре на Технолошком факултету у Делфту, Холандија.
Фливбјерг је аутор или уредник 10 књига и више од 200 радова у стручним часописима и уређеним књигама. Његове публикације су преведене на 19 језика. Његово истраживање су покривали Science, The Economics, Њујорк тајмс, Wall Street Journal, The Financial Times, Би-Би-Си, Си-Ен-Ен, Charlie Rose и многи други медији.]

## Књиге
- 1998 .
- 2001 .
- 2003 .
- 2008 .
- 2012 .
- 2014 .
- 2017 .